# Gyulafehérvári püspöki palota
A gyulafehérvári püspöki palota műemlék Romániában, Fehér megyében. A romániai műemlékek jegyzékében az AB-II-a-A-00130 sorszámon szerepel. Gyulafehérvár történelmi központjának részeként javasolt világörökségi helyszín.